# 171 (tal)
171 är det naturliga talet som följer 170 och som följs av 172.

## Inom vetenskapen
- 171 Ophelia, en asteroid

## Inom matematiken
- 171 är ett udda tal.
- 171 är ett palindromtal i det decimala talsystemet.
- 171 är det 18:e triangeltalet.
- 171 är ett Jacobsthaltal.
- 171 är ett tridekagontal